# Xestia provincialis
Xestia provincialis là một loài bướm đêm trong họ Noctuidae.